# Feel the Love (Sam Feldt edit)
Feel the Love (Sam Feldt edit) is een nummer van de Nederlandse singer-songwriter Janieck uit 2016. Het nummer is bewerkt door de Nederlandse dj Sam Feldt, vandaar dat zijn naam in de titel zit.
Het nummer is de eerste solosingle van Janieck. De Belgische dj Lost Frequencies, met wie Janieck het nummer Reality maakte, heeft meegeschreven aan de plaat. "Feel the Love" werd een bescheiden hit in Nederland, waar het de 27e positie behaalde in de Top 40. In Vlaanderen reikte het nummer niet verder dan de Tipparade.

## Tracklijst
- Muziekdownload

1. "Feel the Love (Sam Feldt edit)" - 2:50